# بومبا
بومبا (بالإيطالية: Bomba)‏ هي بلدية في مقاطعة كييتي في إقليم أبروتسو الإيطالي.

## السكان
في سنة 1861 بلغ عدد السكان 3٬188 نسمة، وتطور العدد ليصل في سنة 2011 لـ 885 نسمة.
يظهر هذا المخطط البياني تطور النمو السكاني لـ بومبا